# Clive Hachilensa
Clive Hachilensa est un footballeur zambien né le 17 septembre 1979 à Mazabuka. Il joue au poste de défenseur.
Il a participé à la Coupe d'Afrique des nations 2006 et à la Coupe d'Afrique des nations 2008 avec l'équipe de Zambie.

## Carrière
- 2001-03 : Kabwe Warriors ( Zambie)
- 2004 : Green Buffaloes ( Zambie)
- 2005 : ZESCO United ( Zambie)
- 2005-07 : Free State Stars ( Afrique du Sud)
- 2007-08 : IFK Mariehamn ( Finlande)
- 2008- : ZESCO United ( Zambie)